# Civette malgache
Fossa fossana
Pour les articles homonymes, voir Fossa.
Genre
Espèce
Statut de conservation UICN

 VU  : Vulnérable
Répartition géographique
Statut CITES
La civette malgache (Fossa fossana), genette de Madagascar, civette fossane ou civette de Madagascar, est une espèce de civettes de la famille des Eupleridae.
C'est la seule espèce du genre Fossa.
Attention :

Ne pas confondre le genre Fossa avec le fossa (Cryptoprocta ferox), un autre mammifère carnivore de la même famille.